# Воля-Цеклиньска
Во́ля-Цекли́ньска (пол. Wola Cieklińska, русин. Воля Цеклинська) — село в Польше, находящееся на территории гмины Дембовец Ясленского повята Подкарпатского воеводства.

## География
Село располагается в 7 км от села Дембовец, в 13 км от Ясло и в 62 км от Жешува.

## История
После Второй мировой войны часть жителей села, которые были лемками, перебралась на Украину и поселилась в районе Львова и Тернополя. Остальная часть жителей была переселена в 1947 году на западные территории Польши во время операции «Висла».

## Достопримечательности
- Два кладбища времён Первой мировой войны:
  - Воинское кладбище № 10 (Воля-Цеклиньска)
  - Воинское кладбище № 11 (Воля-Цеклиньска)